# Список футбольних стадіонів Іспанії

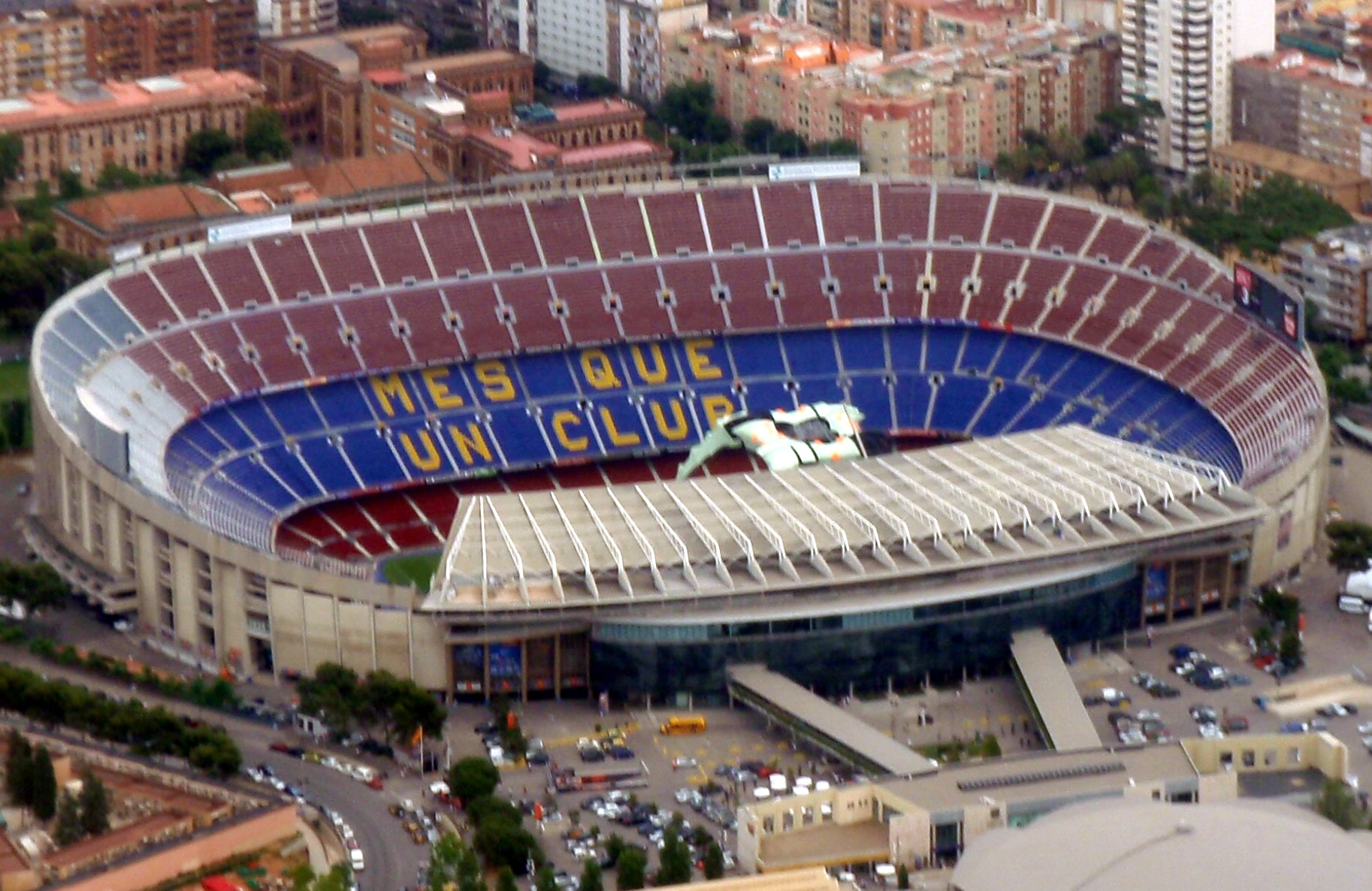
«Камп Ноу»

У списку футбольних стадіонів Іспанії представлені стадіони місткістю понад 14 000 глядачів.
Найбільшим стадіоном Іспанії та Європи є «Камп Ноу»: він вміщує 99 354 глядачів. Друге місце займає «Сантьяго Бернабеу», що вміщає 81 044 глядачів. Олімпійський стадіон розрахований на 60 000 глядачів.
Найстаршою ареною є стадіон «Ель-Молінон», побудований у 1908 році в Хіхоні; найновішим — «Корнелья-Ель Прат», відкритий 2 серпня 2009 року в передмісті Барселони Корнелья-де-Льобрегат.

## Нині існуючі стадіони
| №  | Стадіон                   | Зображення | Місткість | Місто                  | Домашня команда                     | Відкритий |
| -- | ------------------------- | ---------- | --------- | ---------------------- | ----------------------------------- | --------- |
| 1  | «Камп Ноу»                |            | 99 354    | Барселона              | «Барселона»                         | 1957      |
| 2  | «Сантьяго Бернабеу»       |            | 81 044    | Мадрид                 | «Реал Мадрид»                       | 1947      |
| 3  | «Ванда Метрополітано»     |            | 67 703    | Мадрид                 | «Атлетіко Мадрид»                   | 1994      |
| 4  | Олімпійський (Севілья)    |            | 60 000    | Севілья                | Декотрі матчі грає збірна Іспанії   | 1999      |
| 5  | Олімпійський (Барселона)  |            | 55 926    | Барселона              | Декотрі матчі грає збірна Каталонії | 1927      |
| 6  | «Месталья»                |            | 55 000    | Валенсія               | «Валенсія»                          | 1923      |
| 7  | «Вісенте Кальдерон»       |            | 54 907    | Мадрид                 | «Атлетіко Мадрид» (1966—2017)       | 1966      |
| 8  | «Сан-Мамес»               |            | 53 289    | Більбао                | «Атлетік Більбао»                   | 2013      |
| 9  | «Беніто Вільямарин»       |            | 60 721    | Севілья                | «Реал Бетіс»                        | 1929      |
| 10 | «Рамон Санчес Пісхуан»    |            | 42 714    | Севілья                | «Севілья»                           | 1957      |
| 11 | «Корнелья-Ель Прат»       |            | 40 500    | Барселона              | «Еспаньол»                          | 2009      |
| 12 | «Ріасор»                  |            | 34 600    | Ла-Корунья             | «Депортиво Ла-Корунья»              | 1944      |
| 13 | «Ромареда»                |            | 34 596    | Сарагоса               | «Реал Сарагоса»                     | 1957      |
| 14 | «Мануель Мартінес Валеро» |            | 33 732    | Ельче                  | «Ельче»                             | 1976      |
| 15 | «Гран-Канарія»            |            | 33 111    | Лас-Пальмас            | «Лас-Пальмас»                       | 2003      |
| 16 | «Аноета»                  |            | 32 000    | Сан-Себастьян          | «Реал Сосьєдад»                     | 1993      |
| 17 | «Нуева-Кондоміна»         |            | 31 179    | Мурсія                 | «Реал Мурсія»                       | 2006      |
| 18 | «Карлос Тартіере Стадіон» |            | 30 500    | Ов'єдо                 | «Реал Ов'єдо»                       | 2000      |
| 19 | «Ла-Росаледа»             |            | 30 044    | Малага                 | «Малага»                            | 1941      |
| 20 | «Ель-Молінон»             |            | 30 000    | Хіхон                  | «Спортинг»                          | 1908      |
| 21 | «Хосе Ріко Перез»         |            | 29 500    | Аліканте               | «Еркулес»                           | 1974      |
| 22 | «Балаїдос»                |            | 29 000    | Віго                   | «Сельта»                            | 1928      |
| 23 | «Нуево Хосе Соррилья»     |            | 26 512    | Вальядолід             | «Реал Вальядолід»                   | 1982      |
| 24 | «Сьютат де Валенсія»      |            | 26 354    | Валенсія               | «Леванте»                           | 1969      |
| 25 | «Рамон де Карранса»       |            | 25 033    | Кадіс                  | «Кадіс»                             | 1955      |
| 26 | «Естадіо де ла Сераміка»  |            | 23 500    | Вільярреаль            | «Вільярреал»                        | 1923      |
| 27 | «Іберостар»               |            | 23 142    | Пальма                 | «Мальорка»                          | 1999      |
| 28 | «Еліодоре Родрігес Лопес» |            | 22 824    | Тенерифе               | «Тенерифе»                          | 1925      |
| 29 | «Лос Карменес»            |            | 22 369    | Гранада                | «Гранада»                           | 1995      |
| 30 | «Ель-Сардінеро»           |            | 22 222    | Сантандер              | «Расінг»                            | 1988      |
| 31 | «Нуево Архангель»         |            | 20 989    | Кордова                | «Кордова»                           | 1994      |
| 32 | «Нуево Коломбіно»         |            | 21 670    | Уельва                 | «Рекреатіво»                        | 2001      |
| 33 | «Хуегос Медітерранеос»    |            | 21 350    | Альмерія               | «Альмерія»                          | 2004      |
| 34 | «Шапін»                   |            | 20 523    | Херес-де-ла-Фронтера   | «Херес»                             | 1988      |
| 35 | «Ла-Лінеа»                |            | 20 000    | Ла-Лінеа               | «Ліненсе»                           | 1969      |
| 36 | «Мендісорроса»            |            | 19 840    | Вітория-Гастейс        | «Депортіво Алавес»                  | 1924      |
| 37 | «Ель-Садар»               |            | 18 761    | Памплона               | «Осасуна»                           | 1967      |
| 38 | «Балеар»                  |            | 18 000    | Пальма                 | «Атлетіко Балеарес»                 | 1960      |
| 39 | «Карлос Бельмонте»        |            | 17 526    | Альбасете              | «Альбасете»                         | 1960      |
| 40 | «Ельмантіко»              |            | 17 341    | Саламанка              | «Саламанка»                         | 1970      |
| 41 | «Колісеум Альфонсо Перес» |            | 17 000    | Хетафе                 | «Хетафе»                            | 1998      |
| 42 | «Ла-Кондоміна»            |            | 16 800    | Мурсія                 | «УКАМ Мурсія»                       | 1924      |
| 43 | «Лас-Гаунас»              |            | 16 000    | Логроньйо              | «Логроньес»                         | 2002      |
| 44 | «Міні Естаді»             |            | 15 276    | Барселона              | «Барселона Б»                       | 1982      |
| 45 | «Нуево Віверо»            |            | 15 198    | Бадахос                | «Бадахос»                           | 1998      |
| 46 | «Картагонова»             |            | 15 105    | Картахена              | «Картахена»                         | 1987      |
| 47 | «Кампо-де-Вальєкас»       |            | 14 708    | Мадрид                 | «Райо Вальєкано»                    | 1976      |
| 48 | «Романо»                  |            | 14 600    | Мерида                 | «Мерида», «Имперіо-де-Мерида»       | 1954      |
| 49 | «Касталія»                |            | 14 485    | Кастельйон-де-ла-Плана | «Кастельйон»                        | 1987      |
| 50 | «Ель-Сото»                |            | 14 000    | Мостолес               | «Мостолес»                          | 1981      |